# Trapeliaceae
Trapeliaceae is een botanische naam voor een familie van korstmossen behorend tot onderklasse Ostropomycetidae. De orde is niet eenduidig vastgelegd (incertae sedis).

## Geslachten
De familie bestaat uit tien geslachten (tussen haakjes het aantal soorten):
- Amylora (1)
- Aspiciliopsis (1)
- Coppinsia (1)
- Lignoscripta (1)
- Orceolina (1)
- Placopsis (30)
- Placynthiella (9)
- Rimularia (26)
- Trapelia (27)
- Trapeliopsis (19)